# Michel Haumant
Pour les articles homonymes, voir Haumant.
Michel Haumant, né le 3 juin 1935 à Nancy, est un portraitiste français.
Il a réalisé des peintures figuratives (paysages, natures mortes, portraits…) avant de se spécialiser dans le portrait. Il est connu comme le peintre du rouleau-portrait.

## Biographie

### Débuts
Michel Haumant a réalisé ses premiers dessins et peintures à l'âge de sept ans, pour évoquer la vie à la campagne et la force des paysages. Jeune, il pratique également le cyclisme et atteint le niveau « espoir », faisant malgré quelques infortunes de courses une carrière honorable.
Sa vocation pour la peinture l'amène à suivre, de 1958 à 1962, une formation de peintre à l'école d’Art ABC de dessin de Paris dirigée par Raymond Renefer. À cette époque, les toiles sont directement inspirées des paysages, notamment en Lorraine et en Provence, dans lesquelles les arbres tiennent souvent une place centrale et structurante. Il fait alors plusieurs expositions sur la Côte d'Azur dont la première, en 1965, lance véritablement sa carrière.

### Le papier et le portrait
À compter de 1968, le papier (initialement les rouleaux de papier utilisés en spectrographie à l’usine sidérurgique de Pompey) devient, à côté de la toile, un support privilégié de sa peinture. Au début des années 1970, Michel Haumant expose des toiles centrées autour du thème de l’art à l’usine, où les toiles côtoient les appareils électroménagers dans une parabole de l'art et de la science,.
Avec le support papier, son travail évolue définitivement vers le portrait, spécifiquement le rouleau-portrait, qu’il débute en 1972 en combinant à cette époque gouaches et encres (diagrammes de machines électroniques). Cette œuvre permet de révéler les expressions profondes et caractéristiques des visages de ses modèles.

### Rouleaux-portraits
Aujourd'hui, le rouleau-portrait est constitué de papiers de différentes origines (papiers de Chine, du Japon, de Corée, de soie, voile…) sur lesquels sont peints les profils et visages de face du modèle. Les peintures sont réalisées recto-verso sur ce support et intègrent une colorimétrie fondée sur les couleurs primaires. Michel Haumant a signé, jusque dans les années 1990, des rouleaux-portraits dont la longueur varie de 4 à 13 m. À présent[Quand ?], l'intensité des couleurs et les traits de caractère de ses modèles s'étalent sur 2,80 m de long réalisée en deux à trois mois en atelier.
Une grande exposition de 26 rouleaux de grand format lui a été consacrée en mai-juin 1984 au musée des beaux-arts de Nancy dans le cadre des journées internationales des musées.
Après une période de vingt ans où les expositions individuelles ou de groupe se sont succédé, le peintre, depuis 1985, montre ses œuvres sous forme de « déroulements » d’environ une vingtaine de minutes. Il dévoile alors pour la première fois, en public, le rouleau au modèle afin de recueillir son expression à vif.
Il a aussi présenté certains rouleaux dans des lieux chargés de symboles : sa mère au centre Georges Pompidou à Paris (1982), le Saint-Suaire à la chapelle du Saint Suaire de Turin (1984), le sculpteur Arman à la Tate Gallery à Londres (1994), Jacques Hassoun au musée Freud à Vienne (1997) et Émile Gallé à Nancy (1998). Après la mort de Karlheinz Stockhausen, qui avait été « mis en rouleau », Michel Haumant a dévoilé en public son portrait à Berlin en octobre 2008.
De nombreuses personnalités contemporaines se sont fait « (é)tirer le portrait » par lui : Laurent Fabius, Paul Ricœur,Leïla Shahid, André Santini, Jacques Attali, Gérard Longuet, Vladimir Fédorovski, Pierre Rosenberg, Michel Rocard, Yves Michaud, Jorge Semprún…
Plus de 350 rouleaux-portraits ont été réalisés. À chaque déroulement, le portraitiste sacrifie à « la danse du rouleau » qu'il qualifie lui-même « d'art du silence ». 
Des déroulements en public ont eu lieu au Musée national Marc Chagall à Nice le 9 août 2018, à la Fondation Hartung Bergman à Antibes le 10 août 2022, dans l'établissement de la famille Grazzini à Vence le 12 août 2022 et au Palais du gouvernement à Nancy le 14 juillet 2024.

## Collections
- Musée des Beaux Arts de Nancy : huit rouleaux-portraits/un dessin
- Musée Pierre Noël de Saint-Dié-des-Vosges : quatre rouleaux-portraits

## Expositions

### Individuelles
- 1965 : Vence
- 1966 à 1983 : 8 expositions à Nancy
- années 1970 :
  - Bergerat Monnoyeur à Gondreville[20]
  - Galerie Zunini à Paris[21]
  - Galerie du Palais des Congrès à Liège
  - Sarreguemines[22].
  - 1969 et 1972 : Expositions chez Philips à Nancy[23]
  - Musée de Saint-Paul de Vence[24]
- 1984 : Musée des Beaux Arts de Nancy : exposition des rouleaux portraits de 26 modèles, dont le sculpteur César[25] et le Saint-Suaire[26].

### De groupe
De 1965 à 1980, Michel Haumant prend part à des expositions temporaires dans plusieurs musées ou galeries : Paris (musée d'art moderne), Cannes, Vittel, Le Havre, Karlsruhe, Saint Martin de Castillon, Nancy, Chateauvallon, Draguignan.

## Galerie

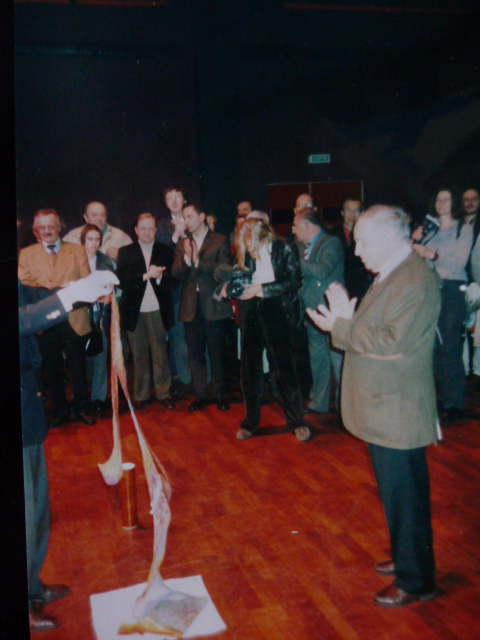
Déroulement de Pierre Boulez en 2000 à Forbach.
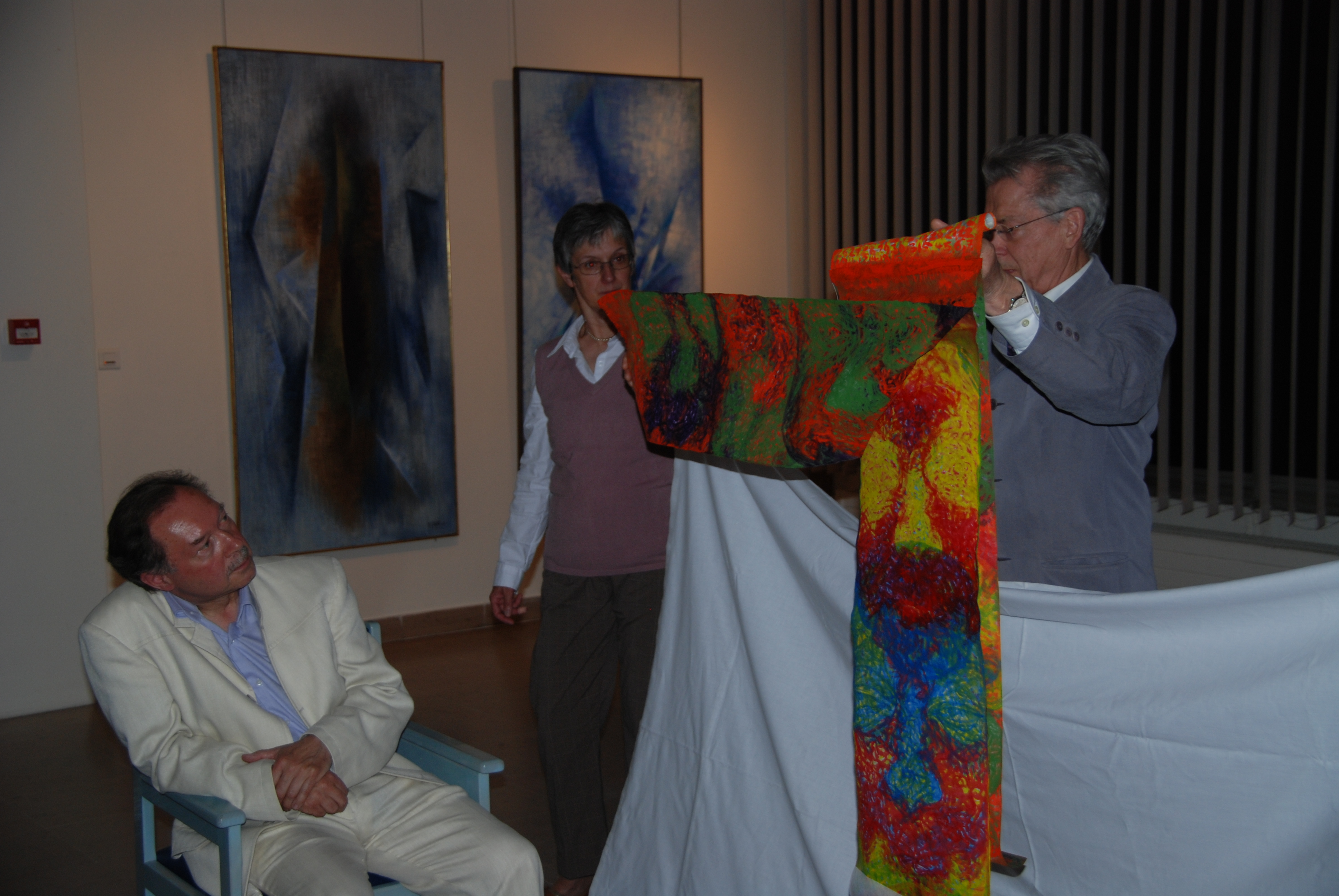
Déroulement de Daniel Grandidier en 2011 au musée Pierre Noel de Saint-Dié-des-Vosges.